# Tháp Hà, Đại Hưng An Lĩnh
Tháp Hà (chữ Hán giản thể: 塔河县, âm Hán Việt: Tháp Hà huyện) là một huyện thuộc địa khu Đại Hưng An Lĩnh, tỉnh Hắc Long Giang, Cộng hòa Nhân dân Trung Hoa. Huyện Tháp Hà có diện tích 14.103 km², dân số 100.000 người. Mã số bưu chính của huyện Tháp Hà là 156200. Chính quyền nhân dân huyện Tháp Hà đóng tại trấn Tháp Hà. Huyện này được chia thành 4 trấn, 3 hương, 9 hương dân tộc. Các đơn vị này lại được chia ra thành 17 thôn hành chính, 72 ủy ban cư dân.
- Trấn: Tháp Hà, Bàn Cổ, Ngõa Lạp Cán, Tú Phong.
- Hương: Y Tây Khẳng, Khai Khố Khang.
- Hương dân tộc Ngạc-luân-xuân Thập Bát.